# Maria Augustin
Maria (Mariska) Augustin (* 14. März 1880 in Wien; † 22. Februar 1949 in Venedig) war eine österreichisch-ungarische Malerin und Grafikerin.

## Leben
Maria Augustin war eine Tochter des Regierungsrates Carl Augustin, der als Kabinettssekretär des Kaisers tätig war. Sie besuchte die Malschulen von Heinrich Heim in München (1893 bis 1899) und Heinrich Strehblow in Wien (1900). Danach setzte sie ihre Studien 1901 bis 1903 bei Hans von Hayek in Dachau fort. 1902 nahm sie als erste weibliche Hörerin an Anatomie-Vorlesungen der Tierklinik in München teil. In Wörth erhielt sie 1903/1904 Unterricht bei dem Tiermaler Julius Paul Junghanns. 1914 hielt sie sich an der Kensington Academy in London und bei dem Maler Frank Brangwyn in Holland auf.
Augustin lebte in Eisenstadt und arbeitete ab 1906 in Wien, unter anderem als Lehrerin der Kupferstich-Technik. Sie schuf Radierungen in verschiedenen Techniken, Ölbilder und Pastelle. Ihr bevorzugtes Motiv waren Tiere, insbesondere Pferde, Weidevieh und Hunde. Zu ihrem Gesamtwerk gehören außerdem Landschaften (Wiener Umgebung, Neusiedler See, Puszta), Veduten (Eisenstadt, Wien) und in späteren Jahren religiöse Bilder. Werke von ihr befinden sich unter anderem in den Sammlungen des Museums für Bildende Künste in Budapest, der Landesgalerie Burgenland in Eisenstadt, des Victoria and Albert Museum in London, des Wien Museums und der Albertina in Wien.

## Werke (Auswahl)

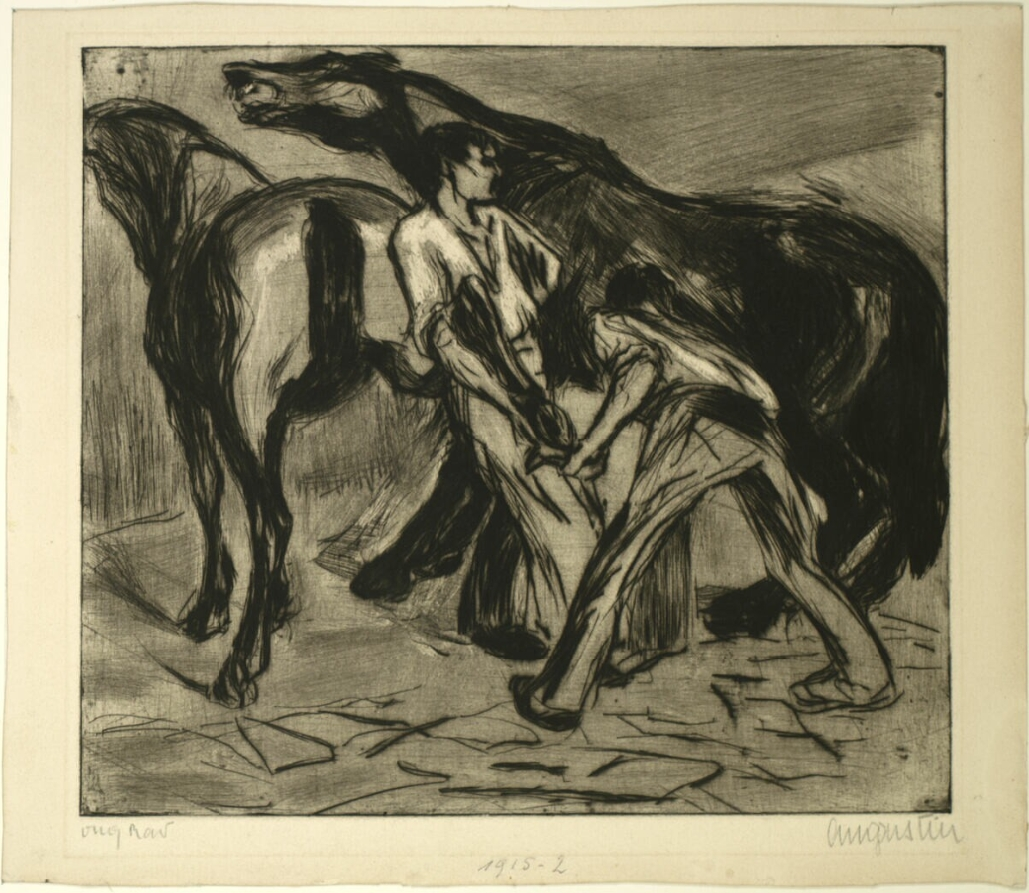
Radierung Beim Hufschmied

- Kühe im Stall, Öl, 1906 bei Ausstellung Acht Künstlerinnen und ihre Gäste im Salon Pisko[3]
- Gyárak (Fabriken), Radierung auf Papier, 21 × 21,3 cm, ca. 1910, Kunstsammlung der Ungarischen Universität der Bildenden Künste[4]
- Hundeporträt, Chin und Kopfstudie, Pastell, sowie Irish Terrier, Hyazinthen, Enten, Truthühner und Stilleben, Öl, 1913 bei Ausstellung ungarischer Künstler im Salon Pisko[5]
- Shirer-Schimmel vor der Schmiede, Hundestudie, Shirerrapp im Wasser, Schwerfuhrwerk im Schnee und Nächtlicher Markt in London, 1919 bei Ausstellung Wiener Künstlerhaus[6]
- Kreuzigung, Öl, 1947 auf 1. Österreichische Kunstausstellung im Wiener Künstlerhaus
- Zirkusschimmel, Radierung, 1949 bei Gedächtnisausstellung in der Wiener Secession[7]
- Jesuskind, Radierung auf Papier 8,9 × 11,6 cm, signiert „Augustin“[8]
- Stute mit Fohlen, Radierung, 26 × 29,6 cm, signiert „Augustin“, Albertina, Wien
- Dorfstrasse in Oberungarn, Radierung, kalte Nadel, 19,4 × 36,2 cm, signiert „Augustin“, Albertina, Wien
- Roma mit Pferdegespann, Radierung, kalte Nadel, 25,8 × 36,5 cm, signiert „Augustin“, Albertina, Wien
- Kleines Mädchen mit Dackel, Radierung, 23 × 19 cm, signiert „Augustin“, Albertina, Wien
- Dr. Flieg, Radierung, Roulette, 17,9 × 14,8 cm, signiert „Augustin“, Albertina, Wien
- Beim Hufschmied, Radierung, 26 × 29,5 cm, signiert „Augustin“, Albertina, Wien
- Pferde im Steinbruch, Radierung, 19 × 22,9 cm, signiert „Augustin“, Albertina, Wien[9]

## Ausstellungen (Auswahl)
- 1906, 1907: Országos Magyar Képzőművészeti Társulat, Budapest[10]
- 1906: Acht Künstlerinnen und ihre Gäste, Salon Pisko, Wien
- 1910: Erste Internationale Jagd-Ausstellung, Wien[11]
- 1911: Nationalsalon Budapest
- 1913: Münchner Secession
- 1913: Ausstellung ungarischer Künstler, Salon Pisko, Wien
- 1914: Wiener Frauenklub
- 1914: Bugra, Leipzig
- 1914, 1916: Vereinigung bildender Künstlerinnen Österreichs
- 1919, 1947: Wiener Künstlerhaus
- 1936: Graphikausstellung Wien
- 1949: Wiener Secession (Gedächtnisausstellung)